# 구라나가촌
구라나가촌(倉永村)은 후쿠오카현의 남부, 미이케군에 있던 촌이다.

## 역사
- 1889년 4월 1일 - 정촌제 시행에 의해 요시노촌, 미야자키촌, 구라나가촌이 합병해 성립하였다.
- 1907년 5월 1일 - 가미우치촌, 데가마촌, 구 긴스이촌과 합병해 새로운 긴스이촌이 성립, 동일 구라나가촌은 폐지되었다.

## 교통
국철(현 규슈 여객철도) 가고시마 본선 선로가 촌의 거의 중앙을 가로지르고 있었지만, 촌내에 역은 설치되어 있지 않았다. 또한 1991년에 개업한 가고시마 본선 요시노역이 구 구라나가촌 구역에 해당한다.
또한 구 구라나가촌이 합병으로 소멸된후 개업한 구테쓰(현 니시테쓰 덴진오무타선)의 역 중 구무라 지역에 해당하는 역은 와타세역(현 니시테쓰와타제역) 및 구라나가역의 2개 역이 설치되어 있다.